# Katarze
Katarze (psáno i katarse, zastarale katharse, z řeckého katharsis, očištění) je vnitřní očista člověka, která následuje po dramatickém zážitku ohrožení nebo zla. Slovo se užívá jednak v souvislosti s účinkem uměleckého díla, jednak v psychoterapii (abreakce).
Přídavné jméno katarzní (méně často katartické, nesprávně kataraktické) označuje buď podnět, který katarzi vyvolává, nebo naopak její následky: např. „katarzní účinek“ (očišťující) nebo „katarzní afekt“ (očišťující afekt, který prostřednictvím hněvu a obdobných emocí uvolňuje psychické napětí agresivní osoby).

## Umění
Slovo katarze se patrně původně užívalo v lékařství a znamenalo „vyčištění těla“, například projímadlem. Platón je užíval jako metaforu a do filosofické diskuse je uvedl Aristotelés. Ten v „Poetice“ nejprve vymezuje umění jako nápodobu (mimésis) a když rozebírá účinek tragédie na posluchače a diváka, charakterizuje jej třemi pojmy: utrpení, strach a očištění (eleos, fobos, katharsis). Ačkoli jeho text není jednoznačný a výklady se dodnes různí, obvykle se soudí, že divák, který v divadelním příběhu spoluprožíval utrpení a strach jeho hrdinů, zažije po „obratu“ (peripetii) děje jisté očištění od obojího. Pojem katarze jako očisty potom hrál jistou roli i u křesťanských autorů (Augustinus)[zdroj?], ale zejména v osvícenství, jež v umění hledalo jakousi náhradu náboženství.
Katarze je často poslední nebo jedna z posledních fází divadelní hry (tragédie nebo dramatu podle „řeckého“ vzoru) nebo epického filmu. Většinou nastává po vyvrcholení děje a typicky u protagonisty „očišťuje“ jeho vnitřní či vnější konflikt, který byl motorem celého příběhu, a demonstruje změnu, ke které v celém příběhu došlo (tj. že na konci hlavní hrdina není takový, jaký byl na začátku – je něčím změněný, o něco ponaučený, zkušenější, vyrovnanější atp.).

## Psychologie
Na osvícenskou diskusi a významy navázal Sigmund Freud, který pomocí katarze a jejího protikladu mimésis vysvětluje psychologickou složitost vztahu mezi autorem a jeho dílem, hrdinou a čtenářem či divákem. Připomenutí, případně představení a přehrání traumatického zážitku může podle Freuda uvolnit pacientovy zábrany a předejít neurotickým problémům, které by jinak potlačené vzpomínky mohly způsobit.
Freudův výklad terapeutického významu rozpomenutí na traumatické zážitky byl silně kritizován, zejména empirickými psychology, kteří vyvrátili[zdroj?] hypotézu o očistném významu přehrávaných agresí. Metoda katarze (řízené abreakce) se stále používá, například ve skupinové terapii (Jakob Levy Moreno) a v psychoanalýze.